# Manasterek
Manasterek (ukr. Монастирок) – wieś na Ukrainie, w rejonie lwowskim (wczesniej w rejonie żółkiewskim) obwodu lwowskiego. Wieś liczy około 980 mieszkańców.
W II Rzeczypospolitej do 1934 samodzielna gmina jednostkowa. Następnie należała do zbiorowej wiejskiej gminy Magierów w powiecie rawskim w woj. lwowskim. Po wojnie wieś weszła w struktury administracyjne Związku Radzieckiego.